# Elena Lara de la Casa
Elena Lara de la Casa (Barcelona, 1981) és una biòloga, doctora en oceanografia i activista pels drets dels animals catalana.
Llicenciada en Biologia per la Universitat de Girona, doctora en Biologia marina per la Universitat de Las Palmas de Gran Canaria i el Consell Superior d'Investigacions Científiques, i Màster en Dret Animal i Societat per la Universitat Autònoma de Barcelona, durant la seva carrera científica, s'ha dedicat a estudiar l'ecologia del plàncton marí i els possibles efectes del canvi climàtic, així com la biodiversitat i ecologia dels microorganismes de l'oceà profund. Va participar en diverses campanyes oceanogràfiques als oceans Àrtic i Pacífic, i va realitzar diverses estades a laboratoris d'investigació als Estats Units, i publicà diversos articles en reconegudes revistes científiques com Nature o Science. També va realitzar un postdoctorat a Venècia, a Itàlia, on visqué tres anys. I, posteriorment, es traslladà a Barcelona. Ha col·laborat amb el grup de recerca ICALP (International Center for Animal Law and Policy) i en les seves publicacions s'ha ocupat de les consideracions ètiques en les granges de cria intensiva d'animals. En el seu vessant d'activista i defensora dels drets dels animals, ha realitzat diversos voluntariats en refugis d'animals, ha col·laborat amb diferents organitzacions de defensa animal i ha participat en diverses campanyes de conscienciació sobre el maltractament animal. Darrerament, treballa per 'Compassion in World Farming' (CIWF) al Regne Unit com a investigadora en l'equip de benestar de peixos.